# 1000 Arten Regen zu beschreiben
1000 Arten Regen zu beschreiben (englischer Titel: Different Kinds of Rain) ist das Langfilmdebüt von Isabel Prahl. Weltpremiere feierte der Film beim Tallinn Black Nights Film Festival 2017 und wurde in der Kategorie First Features Competition ausgezeichnet (Best Film). Der Film startete am 29. März 2018 in den deutschen Kinos.

## Handlung
Mike hat sich an seinem 18. Geburtstag in seinem Zimmer eingeschlossen, ignoriert seine Familie, die ihm gratulieren will, und verweigert ab dort jeden persönlichen Kontakt. Er ist nur am Anfang und Ende des Films in Rückblenden von hinten zu sehen, während des Films sieht man nur die geschlossene Tür und durch den Türspalt die Schatten seiner Füße.
Seine Eltern Susanne und Thomas und seine Schwester Miriam finden keinen Grund für sein Verhalten, doch da Mike volljährig ist und sich freiwillig dazu entschlossen hat, nicht mehr am Leben außerhalb seines Zimmers teilzunehmen, können sie ihn zu keinem anderen Verhalten zwingen, solange er sich nicht gesetzwidrig verhält. Oft sitzen sie stundenlang vor seiner Zimmertür oder schlafen sogar dort auf dem Fußboden. Die einzigen Mitteilungen von seiner Seite sind unter der Tür durchgeschobene kleine Zettel mit handschriftlichen Notizen über wahllose Regenereignisse wie „3. Mai, 10:53 Uhr: Platzregen in Hannover“.
Diese anfangs nur skurrile, doch dann zunehmend belastende Situation setzt die Familie einer Zerreißprobe aus. Susanne bleibt die fürsorgliche Mutter, sie stellt Mike Essen und frische Sachen vor die Tür. Thomas macht ihr Vorwürfe: Das bestärke ihn doch nur, wenn er essen will, solle er halt rauskommen. Thomas versucht es mit Härte und Wut, auf deren Höhepunkt er demonstrativ vor Mikes Fenster alles verbrennt, was im Haus an Mike erinnert. Miriam ist vollkommen allein gelassen von ihren Eltern, deren Beziehung durch die Situation mit Mike in eine schwere Krise gerät. Sie sitzt oft stundenlang allein vor Mikes Tür und versucht zu kommunizieren oder ihn zu verstehen, ohne jeden Erfolg.
Die emotionale Überforderung zeigt sich bei allen dreien in unterschiedlichem irrationalem Verhalten: Susanne findet in Oliver, einem ehemaligen Freund Mikes, der von seinen Eltern vor die Tür gesetzt wurde, einen Ersatzsohn und überschüttet ihn derart mit Fürsorge und Zuneigung, dass es ins Erotische abzukippen droht, was sie wiederum zwingt, ihn mit Ablehnung zu brüskieren. Thomas steigert sich in seinen Beruf als Verkäufer von Geräten zur Schwerstpflege so hinein, dass er nächtelang von zu Hause wegbleibt und schließlich für einen seiner Kunden einen teuren Sprachcomputer stiehlt, der auf legalem Wege nicht beschafft werden kann. Miriam, voller alterstypischer Selbstzweifel, betäubt sich zunächst mit Partys, doch dann versucht sie aus purem Neid, ihrer besten Freundin Elli deren Schwarm Alex auszuspannen, und katapultiert sich aus ihrem ganzen Freundeskreis.
Der Konflikt wird nicht gelöst. Der Film endet, indem die Restfamilie, wieder zueinander gefunden, aus dem Haus auszieht und Mike darin zurücklässt. Die letzte Nachricht, die Miriam ihrem Bruder unter der Tür durchschiebt, lautet: Lieber Mike, Regen, der auf Haut fällt, ist der schönste Regen.

## Produktion
Der Film ist das Langfilmdebüt von Isa Prahl (Regie) und wurde in Köln an 27 Drehtagen gedreht. Das Drehbuch ist von Karin Kaçi. Für die Kamera ist Andreas Köhler verantwortlich und den Schnitt machte Daniel Scheuch. Die Filmmusik stammt von Volker Bertelmann alias Hauschka, der für die Filmmusik des Films Lion – Der lange Weg nach Hause sowohl eine Oscar-Nominierung als auch eine Golden-Globe-Nominierung erhielt.

## Hintergrund
Der Film bezieht sich auf das aus Japan bekannte Phänomen Hikikomori, das sich auch in Westeuropa verbreitet.

## Rezeption

### Kritik
Britta Schmeis schreibt bei epd Film: „Ihr erster Langfilm gelingt durch reduzierte Dialoge, eine großartige Kamera, eindrückliche Musik (Volker Bertelmann alias Hauschka) und grandiose Schauspieler“. Kirsten Taylor vom „Filmdienst“ dagegen findet den Film zu oberflächlich: „Was als leise erzähltes Familiendrama beginnt, wandelt sich zum fast hysterischen Film, in dem zuerst der Humor und dann der Verstand der Figuren auf der Strecke bleibt. Trotz starker Darsteller und einer kongenialen Kamera strapaziert eine überdeutliche, symbolhafte Inszenierung das Interesse, Zwischentöne wahrzunehmen und innere Not zu erspüren.“

### Auszeichnungen
- Bester Film beim Tallinn Black Nights Film Festival 2017 in der Kategorie First Features Competition[7]
- Beste Filmmusik beim Festival International du Film d’Aubagne 2018 in der Feature Film Competition[8]
- Nominierung für den MFG-Star Baden-Baden 2018[9]